# Heimerdingen
Heimerdingen ist ein Stadtteil von Ditzingen. Der Ort liegt westlich von Stuttgart in Baden-Württemberg und gehört in der Region Stuttgart zum Landkreis Ludwigsburg.

## Geographie
Heimerdingen liegt auf einer Anhöhe nordwestlich der Kernstadt Ditzingen am westlichen Rand des Strohgäus. Benachbarte Orte sind Hochdorf an der Enz im Norden, Schöckingen im Osten, Hemmingen im Nordosten, Rutesheim im Süden und Weissach im Westen. Die westliche Markungsgrenze bildet das tief eingeschnittene Tal des Strudelbachs. Hier wird der Ort von einem halbkreisförmigen Waldgürtel umschlossen. Der höchste Punkt der Gemarkung liegt bei 411 m ü. NN (Flur Hohwart und Melkegarten), der tiefste im Strudelbachtal bei 290 m ü. NN.

## Geschichte

### Frühgeschichte
Erste Siedlungshinweise auf der Heimerdinger Markung stammen aus der Jungsteinzeit. Reste eines hallstattzeitlichen Grabhügels wurden an der Markungsgrenze nach Hemmingen gefunden. Die archäologischen Befunde bis zur Römerzeit sind eher spärlich. Aus der Zeit der römischen Besiedelung sind zwei bedeutende Fundstellen nachgewiesen: Im „Ritterwald“ östlich der Landstraße nach Rutesheim, befinden sich die Ruinen mehrerer römischer Gebäude, genannt das „Kirchhöfle“, weiter westlich Reste eines römischen Gutshofes (Villa rustica) mit einer Hofmauer, das „Schlössle“.

### Frühes Mittelalter
Das heutige Dorf geht auf die Zeit der alemannischen Besiedlung der Region im 4. und 5. Jahrhundert zurück.
Im 6. Jahrhundert fiel Heimerdingen unter fränkische Herrschaft. Die älteste bekannte schriftliche Erwähnung als Heimradingen stammt aus einer Urkunde des Lorscher Codex vom 2. Juni 798 anlässlich der Schenkung von 50 Joch Ackerland eines Odaccar an das Kloster Lorsch. Nach dem um 870 verfassten Urkundenbuch des elsässischen Kloster Weißenburg besaß das Kloster in Heimerdingen sechs Höfe und die Kirche, eine Basilica, mit dem Zehnten. Im 8. Jahrhundert waren Äbte des Klosters Weißenburg gleichzeitig Bischof von Speyer. Der Besitz des Klosters sicherte also gleichzeitig den Einfluss des Speyerer Bischofs an den Grenzen seines in Archidiakonate und Landkapitel aufgeteilten Bistums. Heimerdingen gehörte bis zur Reformation zum Landkapitel Grüningen im Archidiakonat Trinitatis.

### Heimerdingen wird württembergisch

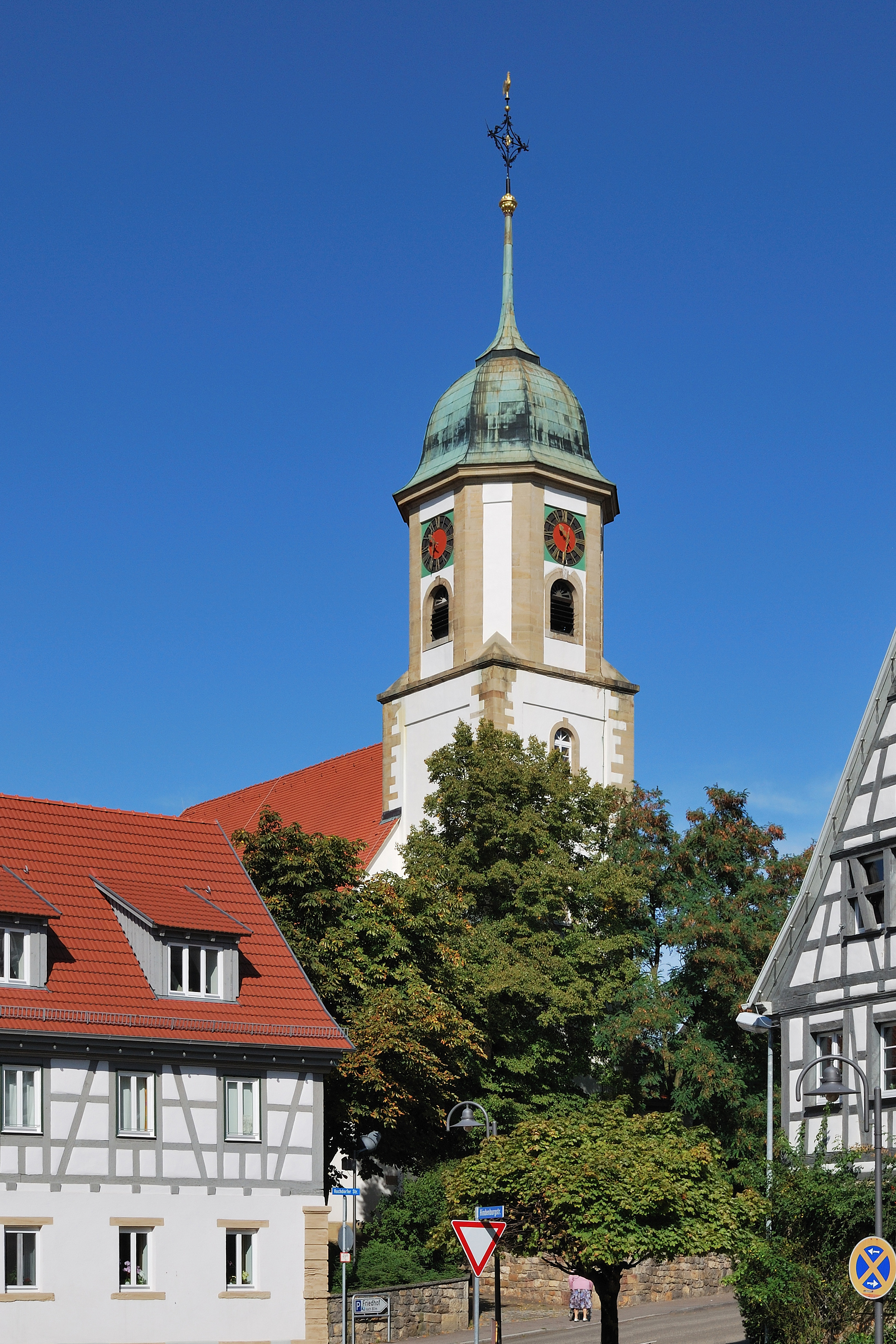
Die evangelische Peter-und-Paul-Kirche von 1777

Neben den ortsansässigen Rittern (Herren von Heimerdingen, Höfingen und Nippenburg) waren auch die Grafen von Württemberg bemüht, in Heimerdingen Fuß zu fassen. Das „Urbar aus der Zeit Graf Eberhards des Greiners, 1344-1392“ gibt Einblick in die Heimerdinger Besitzverhältnisse zur Mitte des 14. Jahrhunderts. Dieses Grundbuch des Grafen enthält umfangreiche Angaben über die Abgaben der Bauern und die Einnahmen aus der Ortsherrschaft, der Leibeigenschaft und andere Steuern aus Handel und Gewerbe. Hier sind auch die Einnahmen aus der Verwaltung der Pfarreien verzeichnet, die immer auch einen Gewinn für die Herrschaft abwarfen. Nur die Einnahmen aus den Waldungen sind hier nicht verzeichnet.
Im Jahre 1350 gehörte Heimerdingen zur Hälfte dem Grafen von Württemberg. In der Quelle heißt es: Nota diu zway dörfer Hemmingen und Haymertingen sind halbü miner Herren und sint min herren und vögte herren dar über. Die festen Einnahmen daraus beliefen sich auf 3 Malter und 2 Simri (ca. 400 Liter) Getreide sowie zwei Gülthühner pro Jahr. – Insgesamt eine eher bescheidene Abgabe. Noch besaß der Ortsadel die ertragreichen Einnahmen. Die Kirche mit ihren Einnahmen war 1316 zu einer Hälfte aus dem Besitz derer von Hemmingen und 1355 samt Patronat von Fritz Sturmfelder an die Württemberger verkauft worden. Für das Jahr 1381 ist dann auch eine gewöhnliche Ortssteuer von den Leibeigenen des Ortes in Höhe von 4½ Pfund Heller an die Grafen von Württemberg zu zahlen.
Die Höhe der Einnahmen des Ortsadels ist aus den Abgaben zu ersehen, die nach Erwerb dieser Besitzungen durch die Grafen von Württemberg erhoben wurden. Bis 1462 hatte nämlich Württemberg die ganze Ortsherrschaft in Heimerdingen an sich gebracht: Der Graf war Vogt und Herr zu Heimerdingen. Nachdem die Württemberger als Inhaber der Vogtei und des Gerichts die unbestrittenen Ortsherren geworden waren, hatten die Heimerdinger dies durch die Zahlung einer speziellen Abgabe oder Steuer, das Vogtkorn, anzuerkennen. Das Vogtkorn hatte die Gemeinde zu sammeln und nach Leonberg zu liefern.
Neben den Angaben über die Abgaben, deren quantitative Bedeutung für die Menschen wir nicht recht abzuschätzen wissen, enthalten die Lagerbücher der Herrschaft Württemberg einige interessante Angaben über die Einrichtungen, über die das Dorf verfügte und deren Erträge abzuführen waren. Genannt werden ein Backhaus, in dem alle Bauern ihr Brot backen mussten, und eine Badestube. Eine Kelter und Abgaben vom Ertrag der Weinberge lassen darauf schließen, dass in Heimerdingen in nicht unbeträchtlichem Maße Wein angebaut wurde.

### Das Dorf am Beginn der Neuzeit

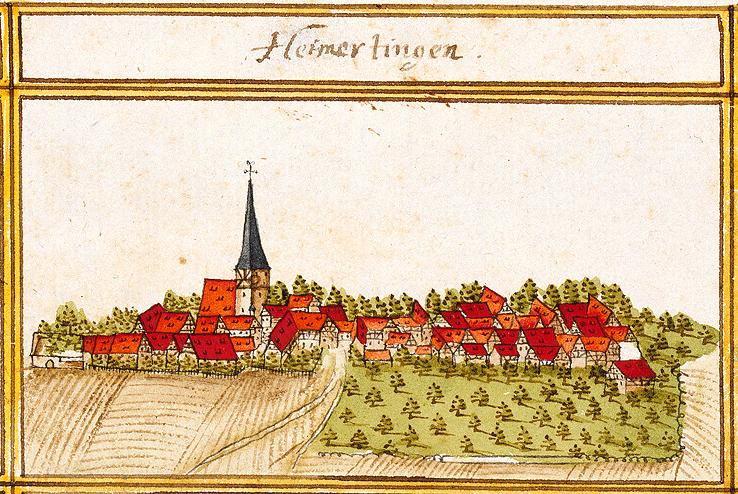
Heimerdingen 1682, Forstlagerbuch von Andreas Kieser

Am 18. Juni 1456 ging der letzte Rest des adligen Besitzes in die Hände der Württemberger über. Ludwig von Nippenburg hatte seinen verbliebenen Heimerdinger Besitz für 750 Rheinische Gulden an Graf Eberhard im Bart verkauft. Heimerdingen war von nun an ein württembergischer Ort im Amtsbezirk Leonberg. Nur die Kirche hatte noch eigene Rechte, auch wenn ihre Haupteinnahmen und das Recht zur Ernennung des Pfarrers seit 1316 beim württembergischen Grafen lag.
Als Herzog Ulrich im Jahre 1534 die Reformation in Württemberg einführte, musste der katholisch gebliebene Pfarrer Bernhardt Schlack Heimerdingen verlassen. Er verzichtete auf seine Pfründe und trat in das Kloster Maulbronn ein. Die Einnahmen der Pfarrei fielen an den Landesherrn, der 1535 mit Bartholomäus Rösch den ersten evangelischen Pfarrer in Heimerdingen einsetzte.
Im 16. bis 18. Jahrhundert litt Heimerdingen wiederholt unter Epidemien und Kriegsereignissen. In den Pestjahren 1596/97 waren 125 Todesfälle zu beklagen. Der Dreißigjährige Krieg führte zu einem Rückgang der Einwohnerzahl auf weniger als 200. Zu Beginn des Krieges lag sie bei 500 bis 550; sie hat sich somit mehr als halbiert. Neben Hunger und Seuchen war auch die Flucht in die befestigten Städte Leonberg, Markgröningen und Vaihingen an der Enz ein Grund für den Einwohnerschwund. 1635 wütete erneut die Pest in der Region. Da die Kirchenbücher fehlen, lässt sich die Zahl der Pestopfer für Heimerdingen jedoch nicht feststellen. Gefolgt wurde die Krankheit von einer erneuten Hungersnot im Jahre 1635. Im Pfälzischen Erbfolgekrieg (1688–1697) war auf der Heimerdinger Markung zeitweise das Hauptquartier der Reichstruppen des Schwäbischen und Bayerischen Kreises. Als während des Spanischen Erbfolgekriegs (1701–1714) das gesamte Umland durch französische Truppen verwüstet wurde, gehörte Heimerdingen mit einem Schaden von 3200 Gulden zu den am stärksten betroffenen Orten. Herzog Eberhard Ludwig verlieh den Frucht- und Weinzehnten zu Heimerdingen 1711 an seinen  Staatsrat Georg Wilhelm von Reischach. Die Familie von Reischach behielt ihn bis zur Zehntablösung Mitte des 19. Jahrhunderts.

### Im 19. und 20. Jahrhundert
Heimerdingen blieb bis Mitte des 20. Jahrhunderts eine überwiegend landwirtschaftlich geprägte Gemeinde. Neben den ortsüblichen Handwerksbetrieben (Schmiede, Wagner, Küfer; Metzger, Bäcker; Schuhmacher, Schneider) bestanden an wichtigen vorindustriellen Produktionsstätten lediglich die Haldenwaldmühle am Strudelbach, eine Ziegelhütte und bis Anfang des 20. Jahrhunderts ein Kalkofen. Auch der Anschluss an das Eisenbahnnetz mit dem Bau der Strohgäubahn (1906) brachte keine nachhaltige wirtschaftliche Belebung. Zur Hebung der Landwirtschaft wurde 1906/07 in der Rutesheimer Zelg eine erste Flurbereinigung durchgeführt.
Der geologische Untergrund und die erhöhte Lage des Dorfs über dem Strudelbachtal verursachten in der Vergangenheit häufig eine Wasserknappheit. 1874 erhielt Heimerdingen deshalb die erste Wasserleitung des Oberamts Leonberg. Sie verband eine Quellfassung im Strudelbachtal mit einem Hochbehälter im Gewann Hohwart. 1907/08 wurde der Ort an die Versorgung der Strohgäuwasserversorgungsgruppe angeschlossen.
Der Zweite Weltkrieg brachte durch Luftangriffe und Artilleriebeschuss einige Schäden im Ort mit sich. 22 Gebäude wurden bei einem Tieffliegerangriff am 10. April 1945 zerstört. Zehn Tage später wurde Heimerdingen kampflos von französischen Truppen besetzt. Erst am 29. Oktober 1945 trat mit dem Gemeindebeirat wieder ein Selbstverwaltungsgremium zusammen. Am 27. Januar 1946 wurde der Gemeinderat neu gewählt. Neuer Bürgermeister wurde im März 1946 Friedrich Lehmann. Eine große Herausforderung war die Aufnahme von Heimatvertriebenen und Ostflüchtlingen, die ab 1945 für ein starkes Anwachsen der Bevölkerungszahl sorgte. 1954 wurde Alfred Ehret, der sich bei der Neuwahl gegen den Amtsinhaber durchsetzte, zum letzten Bürgermeister der selbständigen Gemeinde Heimerdingen gewählt. In seine Amtszeit fallen wichtige infrastrukturelle Veränderungen, die Ansiedlung von Gewerbe im ersten größeren Industrie- und Gewerbegebiet am östlichen Ortsrand, die Ausweisung neuer Wohngebiete und die Aufwertung des Heimerdinger Waldes.

### Das Ende der Selbstständigkeit

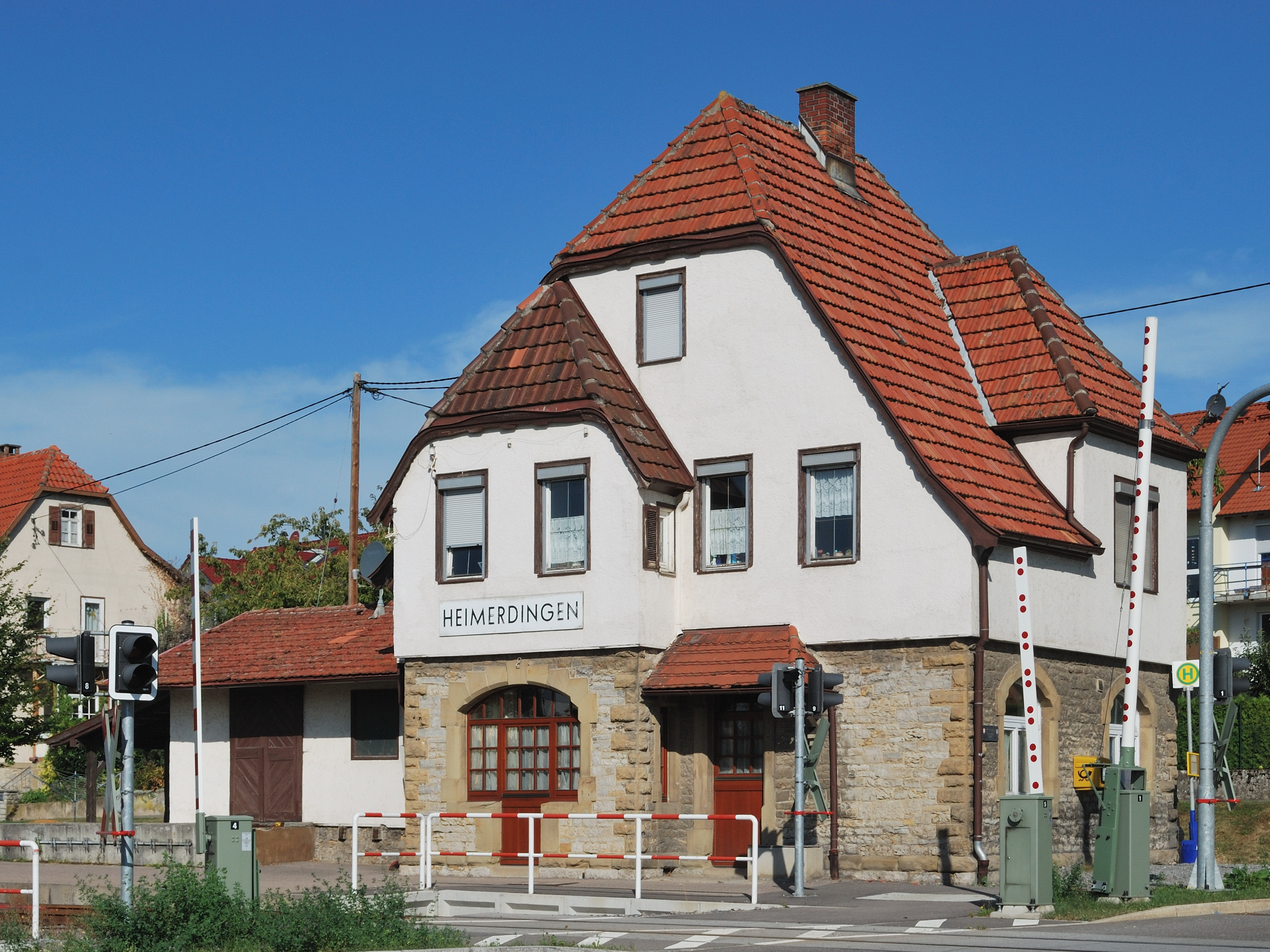
Das Bahnhofsgebäude

Am 20. Oktober 1971 unterzeichneten die Bürgermeister von Heimerdingen und Ditzingen, Alfred Ehret und Hans Scholder, die „Vereinbarung über die Eingliederung der Gemeinde Heimerdingen in die Stadt Ditzingen“. Nach Zustimmung des Regierungspräsidiums Nordwürttemberg vom 16. November 1971 trat die Vereinbarung mit Wirkung vom 1. Dezember 1971 in Kraft. Damit wurde Heimerdingen nach der Eingliederung von Schöckingen zum zweiten Stadtteil der Stadt Ditzingen. Alfred Ehret wurde 1. Beigeordneter der Stadt.
Mit der Kreisreform zum 1. Januar 1973 wurde der Landkreis Leonberg, dem Heimerdingen wie Ditzingen angehörten, aufgelöst. Ditzingen mit Heimerdingen wechselten in den neuen Landkreis Ludwigsburg.
Das 1200-jährige Jubiläum der Ersterwähnung wurde am 7. Juni 1998 durch eine Festveranstaltung gewürdigt. Anlässlich der Feierlichkeiten investierte die Stadt Ditzingen in die Ortssanierung.

## Wappen
Der Heimerdinger Ortsadel bediente sich aus dem Wappen der Waldecker. Sie übernahmen die gekreuzten goldenen Rechen. Das heutige Ortswappen entwarf der Grafiker Gustav Eyb (Stuttgart) in Verbindung mit dem Württembergischen Staatsarchiv. Es zeigt in Blau zwei schräggekreuzte goldene Rechen, darunter einen Lundzapfen. Angenommen wurde es durch Entschließung des Bürgermeisters der Gemeinde Heimerdingen vom 7. September 1937.

## Wirtschaft und Infrastruktur

### Gewerbe
Östlich der Wohnbebauung befindet sich ein größeres Gewerbegebiet. Zu den dort ansässigen Unternehmen gehören die Siegle + Epple GmbH & Co KG (Luft- und Klimatechnik), die Hermann Zeller GmbH & Co KG (Zerspanung), die WIDOS Wilhelm Dommer Söhne GmbH (Kunststoffschweißtechnik), die Bleher Folientechnik GmbH, die Piller Entgrattechnik GmbH (Maschinenbau), die Gramm Technik GmbH (Metalloberflächenveredler) und die Kienle GmbH (elektronische Orgeln). Als weiterer Betrieb ist die Bayer Fruchtsaft GmbH & Co KG in Heimerdingen beheimatet, die aus der früheren Obstverwertung Heimerdingen-Stuttgart GmbH hervorging. Die BayWa AG unterhält in Heimerdingen ebenfalls eine größere Niederlassung.

### Verkehr

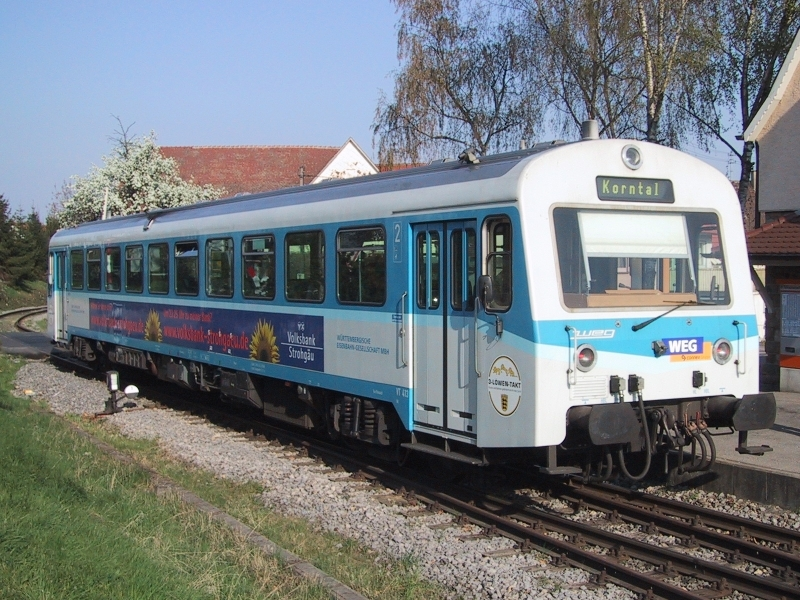
Zug der Strohgäubahn im Bahnhof Hemmingen (2002)

Durch Heimerdingen führt die Landesstraße 1177 mit einem Verkehrsaufkommen von täglich bis zu 14.800 Fahrzeugen und einem überproportional hohen Anteil an Schwerlastverkehr. Zur Entlastung des Ortszentrums ist der Bau einer Südumfahrung geplant, für die das Regierungspräsidium Stuttgart im August 2019 die Genehmigung erteilte.
Seit 1906 hat Heimerdingen einen Bahnhof gleichen Namens. Er ist Endpunkt der Strohgäubahn, die ursprünglich von Korntal über Schwieberdingen und Heimerdingen nach Weissach führte. Heute endet sie in Heimerdingen. Am Bahnhof Korntal besteht Anschluss zur S-Bahn Stuttgart. Die Buslinie 620, welche Heimerdingen mit Ditzingen verbindet, stellt eine Verbindung zur S-Bahn her. Eine Busverbindung nach Weissach und somit auch in den anderen Landkreis Böblingen existiert nicht mehr. Auch die frühere Busverbindung zwischen Heimerdingen (Landkreis Ludwigsburg) und Rutesheim (Landkreis Böblingen) wurde wieder eingestellt, da sich die Landkreise als ÖPNV-Aufgabenträger nicht über die Finanzierung des Angebots einigen konnten.

### Öffentliche Einrichtungen

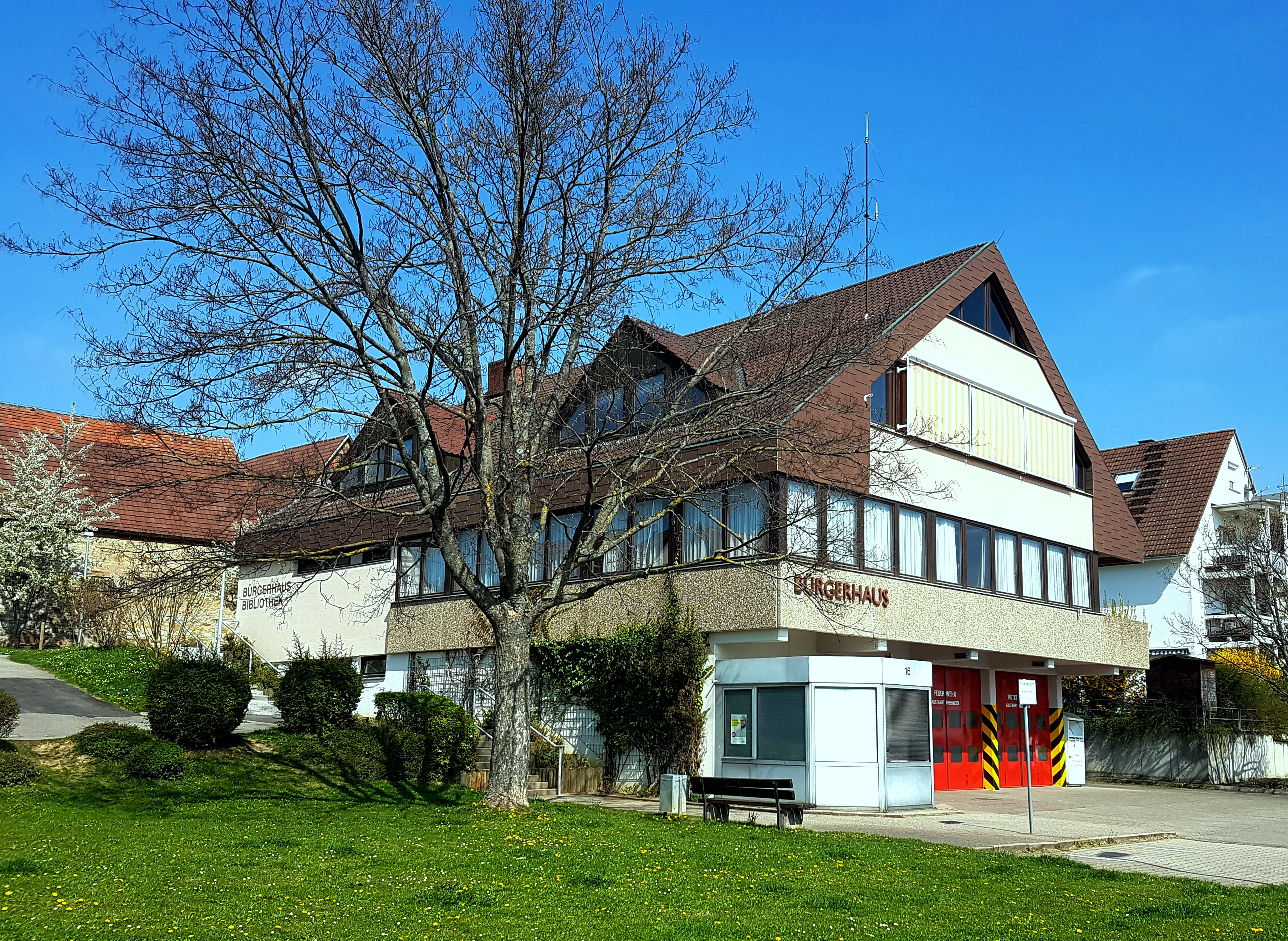
Bürgerhaus mit Sitz der Freiwilligen Feuerwehr

Heimerdingen verfügt über eine Verwaltungsstelle der Stadt Ditzingen im ehemaligen Bürgermeisteramt (Hindenburgstraße 4). Das nach dem Zweiten Weltkrieg errichtete Bürgerhaus beherbergt eine Zweigstelle der Stadtbibliothek und die Freiwillige Feuerwehr.

### Forstamt
Bis 1975 war Heimerdingen Sitz eines eigenständigen staatlichen Forstamts. Ein reisiger Forstknecht wird schon 1636 im Kirchenbuch genannt. 1928 wurde in der Gutenbergstraße ein neues, heute denkmalgeschütztes Forstamtsgebäude errichtet. Im Zuge der Kreisreform wurde 1975 der Sitz des Forstamts Vaihingen/Enz nach Heimerdingen verlegt und das Forstamt zum "Forststützpunkt" ausgebaut. 2005 ging das Forstamt Vaihingen/Enz im Fachbereich Forsten des Landkreises Ludwigsburg auf.

### Bildung
Heimerdingen verfügt über eine eigene Grundschule und zwei Kindergärten (KiTa Wiesenäcker, Kindergarten Neue Straße). Weiterführende Schulen befinden sich in Hirschlanden (Theodor-Heuglin-Schule) und Ditzingen (Schulzentrum Glemsaue mit Gymnasium in der Glemsaue Ditzingen und Realschule, Konrad-Kocher-Schule).

## Religion
Für Heimerdingen ist schon im 9. Jahrhundert eine Basilica im Besitz des Klosters Weißenburg nachgewiesen. 1534 führte Herzog Ulrich die Reformation ein. Seither dominiert das evangelische Bekenntnis mit der Peter-und-Paul-Kirche, die 1777 anstelle eines abgebrannten spätgotischen Vorgängerbaus errichtet wurde, den Ort. Seit 1932 besteht eine neuapostolische Gemeinde. Für die katholischen Einwohner wurde 1964 die Heilig-Geist-Kirche errichtet.

## Sport und Freizeit

### Vereine
- TSV Heimerdingen 1910 e. V. (gegründet 1910, mit mehr als 1000 Mitgliedern der größte Verein in Heimerdingen). Die Herrenfußballmannschaft spielt in der Saison 2024/25 in der Verbandsliga Württemberg.
- Modellflugclub MFC-Heimerdingen e. V. (gegründet 1965, ca. 120 Mitglieder)
- Heimerdinger Bogensportverein e. V. (gegründet 1994)
- Tennisclub TC Heimerdingen e. V. (gegründet 1975, ca. 180 Mitglieder)

### Freizeitgelände und -gebäude
- Sportgelände an der Weissacher Straße, mit Rasen, Kunstrasen und Tartan-Bahn/Platz (mit Basketballkorb und Sprunggrube), sowie anliegende Tennisplätze
- Festhalle und Sporthalle am Sportgelände Heimerdingen
- Jugendhaus Downtown
- Waldspielplatz an den Wellingtonien; Spielplätze an der Grundschule, am Kindergarten Wiesenäckerstraße, am Bahnhof und in der Grabenstraße
- Skatepark am Bauhof

## Bauwerke
Trotz einiger Verluste an historischer Bausubstanz im Zuge des Ortsumbaus der 1970er und 1980er Jahre verfügt Heimerdingen noch über eine große Zahl denkmalgeschützter Fachwerkhäuser, darunter den ehemaligen herrschaftlichen Schafhof und die früheren Schildwirtschaften „Adler“ und „Ochsen“. Bemerkenswert sind auch das Alte Rathaus und das ehemalige Gemeindehaus der Evangelischen Kirchengemeinde, das sich seit 1984 in privater Hand befindet.

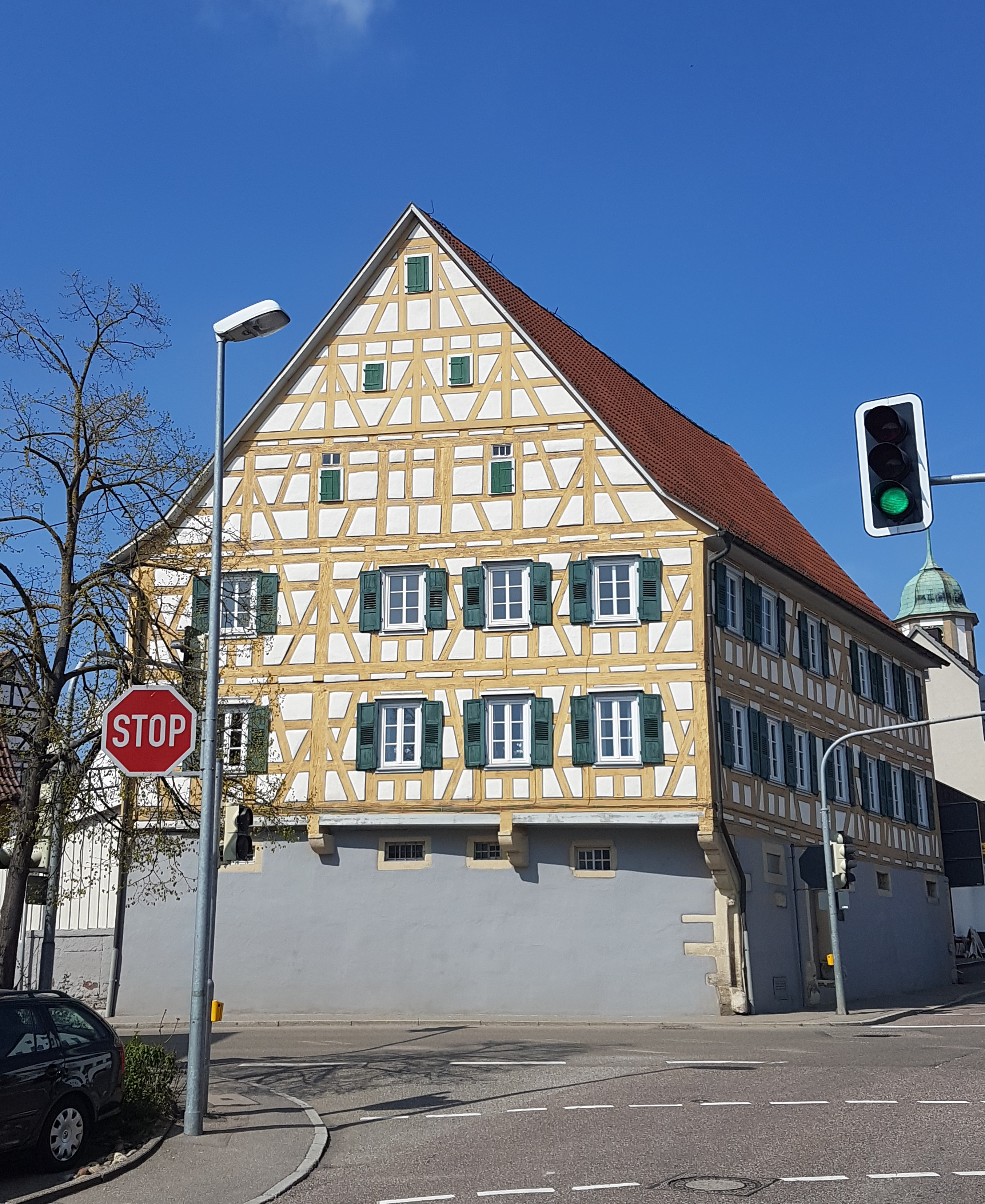
Ehemaliges Gasthaus „Ochsen“
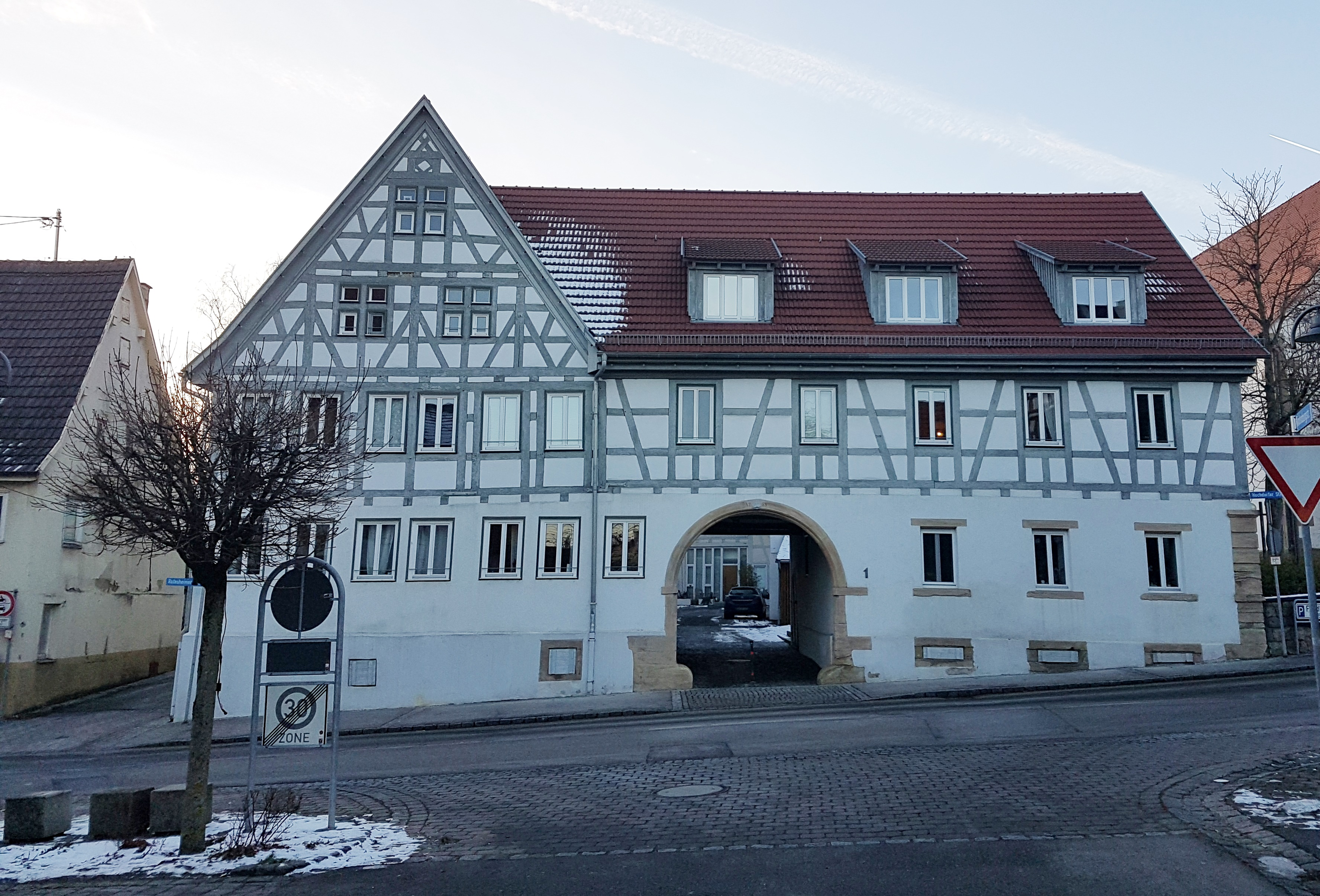
Ehemaliges Gasthaus „Adler“

## Persönlichkeiten

### Ehrenbürger
- Karl August Ludwig Kehl († 1905), Pfarrer, 1894 anlässlich seiner Zurruhesetzung
- Karl Schöck († 1932), Pfarrer, Verleihung der Ehrenbürgerwürde am 23. August 1929 anlässlich seiner Zurruhesetzung

### Söhne und Töchter der Gemeinde
- Carl Immendörfer (1849–1911), Landwirt und Politiker
- Friedrich Mayer (1881–1946), Lehrer und Autor pietistischer Schriften
- Karl Feucht (1893–1954), Polarflieger
- Rudolf Ackermann, Schwerathlet
- Charlotte Woerner (1893–1973), Schriftstellerin
- Joachim Bessing (* 1971), Schriftsteller
- Jonas Hämmerle (* 1998), Schauspieler
- Janna Schweigmann (* 2002), Volleyballspielerin